# كاتي كلارك
كاتي كلارك (بالإنجليزية: Katie Clark)‏ هي سباحة متزامنة بريطانية، ولدت في 23 مارس 1994 في ريدنغ في المملكة المتحدة.

## وصلات خارجية
- كاتي كلارك على موقع الاتحاد الدولي للسباحة (الإنجليزية)
- كاتي كلارك على موقع اللجنة الأولمبية الدولية (الإنجليزية)
- كاتي كلارك على موقع أوليمبيديا (الإنجليزية)
- كاتي كلارك على موقع اللجنة الأولمبية البريطانية (الإنجليزية)